# (Acetil-KoA karboksilaza)-fosfataza
(Acetil-KoA karboksilaza)-fosfataza (EC 3.1.3.44, (acetyl-CoA carboxylase)-phosphatase) je enzim sa sistematskim imenom (acetil-KoA:karbon-dioksid ligaza (formira ADP))-fosfat fosfohidrolaza. Ovaj enzim katalizuje sledeću hemijsku reakciju
[acetil-KoA karboksilaza] fosfat + H2O {\displaystyle \rightleftharpoons } [acetil-KoA karboksilaza] + fosfat
Ovaj enzim simultano defosforiliše i aktivira EC 6.4.1.2, acetil-KoA karboksilazu.

## Literatura
- Nicholas C. Price; Lewis Stevens (1999). Fundamentals of Enzymology: The Cell and Molecular Biology of Catalytic Proteins (Third изд.). USA: Oxford University Press. ISBN 019850229X.
- Eric J. Toone (2006). Advances in Enzymology and Related Areas of Molecular Biology, Protein Evolution (Volume 75 изд.). Wiley-Interscience. ISBN 0471205036.
- Branden C; Tooze J. Introduction to Protein Structure. New York, NY: Garland Publishing. ISBN 0-8153-2305-0.
- Irwin H. Segel. Enzyme Kinetics: Behavior and Analysis of Rapid Equilibrium and Steady-State Enzyme Systems (Book 44 изд.). Wiley Classics Library. ISBN 0471303097.

## Spoljašnje veze
- (acetyl-CoA+carboxylase)-phosphatase на 